# George Robledo
Pour les articles homonymes, voir Robledo (homonymie).
George Oliver Robledo appelé aussi Jorge Robledo (né le 14 avril 1926 à Iquique et mort le 1er avril 1989 à Viña del Mar) est un footballeur chilien des années 1940 et 1950.

## Biographie
Evoluant au poste d'attaquant, George Robledo fut international chilien à 31 reprises (1950–1957), pour huit buts inscrits. Il participa à la Coupe du monde de football de 1950, au Brésil lors de laquelle il disputa l'intégralité des matchs de sa sélection (États-Unis, Espagne et Angleterre) et inscrivit un but à la 16e minute contre les États-Unis. Le Chili fut cependant éliminé au premier tour. Il disputa également les éliminatoires de la Coupe du monde 1954, lors desquels il inscrivit contre le Paraguay le seul but chilien de la compétition. Enfin, il fut finaliste de la Copa América 1955, au cours de laquelle il inscrivit trois buts.
De mère anglaise et de père chilien, et bien que né au Chili, il commença sa carrière en Angleterre, à Barnsley FC, pendant trois saisons. Il s'engagea ensuite quatre saisons à Newcastle United FC, et fut meilleur buteur du championnat anglais en 1952 avec 33 buts inscrits (il fut le premier meilleur buteur non issu des îles britanniques) et remportera également deux FA Cup en 1951 et en 1952. En 1953, il retourne au Chili où il joue pour Colo-Colo de 1953 à 1958, remportant deux fois le championnat, ainsi qu'une coupe du Chili. Il fut également deux fois meilleur buteur du championnat chilien en 1953 et 1954. Il finit sa carrière au Club Deportivo O'Higgins, disputant deux saisons.

## Palmarès
- Meilleur buteur du championnat anglais
  - Récompensé en 1952
- Coupe d'Angleterre de football
  - Vainqueur en 1951 et en 1952
- Community Shield
  - Finaliste en 1952 et en 1953
- Championnat du Chili de football
  - Champion en 1953 et en 1956
  - Vice-champion en 1954, en 1955 et en 1958
- Coupe du Chili de football
  - Vainqueur en 1958
- Meilleur buteur du championnat chilien
  - Récompensé en 1953 et en 1954
- Copa América
  - Finaliste en 1955